# Esqui cross-country na Universíada de Inverno de 2013
As competições de esqui cross-country na Universíada de Inverno de 2013 foram disputadas no Stadio del Fondo di Lago di Tesero em Tesero, na Itália entre 12 e 21 de dezembro de 2013.

## Calendário
| Esqui cross-country          | Dezembro  | Dezembro  | Dezembro  | Dezembro  | Dezembro  | Dezembro  | Dezembro  | Dezembro  | Dezembro  | Dezembro  | Dezembro  | Dezembro  |
| Esqui cross-country          | 10        | 11        | 12        | 13        | 14        | 15        | 16        | 17        | 18        | 19        | 20        | 21        |
| Masculino                    | Masculino | Masculino | Masculino | Masculino | Masculino | Masculino | Masculino | Masculino | Masculino | Masculino | Masculino | Masculino |
| ---------------------------- | --------- | --------- | --------- | --------- | --------- | --------- | --------- | --------- | --------- | --------- | --------- | --------- |
| Individual (livre)           |           |           |           |           |           |           |           | 1         |           |           |           |           |
| Individual (clássico)        |           |           |           |           | 1         |           |           |           |           |           |           |           |
| Sprint (livre)               |           |           |           |           |           |           |           |           |           |           |           | 1         |
| Perseguição (clássico/livre) |           |           | 1         |           |           |           |           |           |           |           |           |           |
| Equipe                       |           |           |           |           |           |           |           |           |           | 1         |           |           |
| Feminino                     |           |           |           |           |           |           |           |           |           |           |           |           |
| Individual (livre)           |           |           |           |           |           |           |           | 1         |           |           |           |           |
| Individual (clássico)        |           |           |           |           | 1         |           |           |           |           |           |           |           |
| Sprint (livre)               |           |           |           |           |           |           |           |           |           |           | 1         |           |
| Perseguição (clássico/livre) |           |           | 1         |           |           |           |           |           |           |           |           |           |
| Equipe                       |           |           |           |           |           |           |           |           |           | 1         |           |           |
| Misto                        |           |           |           |           |           |           |           |           |           |           |           |           |
| Sprint (livre)               |           |           |           |           |           | 1         |           |           |           |           |           |           |

|  | Treino não oficial |  | Treino oficial |  | Dia de competição |  | Dia de final |

## Medalhistas
| Evento                       | Ouro                                                                                 | Prata                                                                       | Bronze                                                                          |
| Masculino                    | Masculino                                                                            | Masculino                                                                   | Masculino                                                                       |
| ---------------------------- | ------------------------------------------------------------------------------------ | --------------------------------------------------------------------------- | ------------------------------------------------------------------------------- |
| Individual (livre)           | SRB Milanko Petrović                                                                 | BLR Michail Semenov                                                         | RUS Raul Shakirzianov                                                           |
| Individual (clássico)        | RUS Maxim Kovalev                                                                    | RUS Pavel Siulatov                                                          | FIN Heikki Sakari Korpela                                                       |
| Sprint (livre)               | RUS Vladislav Skobelev                                                               | RUS Ermil Vokuev                                                            | RUS Andrey Feller                                                               |
| Perseguição (clássico/livre) | RUS Raul Shakirzianov                                                                | KAZ Mark Starostin                                                          | RUS Pavel Siulatov                                                              |
| Equipe                       | KAZ Cazaquistão Alexandr Malyshev Sergey Malyshev Gennadiy Matviyenko Mark Starostin | RUS Rússia Pavel Siulatov Vladislav Skobelev Ermil Vokuev Raul Shakirzianov | FIN Finlândia Heikki Korpela Perttu Hyvarinen Jari Huhta Juha-Matti Mikkolainen |
| Feminino                     |                                                                                      |                                                                             |                                                                                 |
| Individual (livre)           | NOR Astrid Øyre Slind                                                                |                                                                             | UKR Maryna Antsybor                                                             |
| Individual (livre)           | UKR Kateryna Grygorenko                                                              |                                                                             | UKR Maryna Antsybor                                                             |
| Individual (clássico)        | RUS Oxana Usatova                                                                    | RUS Olga Tsareva                                                            | RUS Olga Repnitsyna                                                             |
| Sprint (livre)               | RUS Oxana Usatova                                                                    | NOR Marte Monrad-Hansen                                                     | NOR Astrid Øyre Slind                                                           |
| Perseguição (clássico/livre) | KAZ Tatyana Ossipova                                                                 | UKR Kateryna Grygorenko                                                     | FIN Marjaana Pitkänen                                                           |
| Equipe                       | UKR Ucrânia Kateryna Grygorenko Maryna Antsybor Kateryna Serdyuk                     | SWE Suécia Lisa Dahl Sofie Elebro Julia Jansson                             | KAZ Cazaquistão Tatyana Ossipova Olga Mandrika Marina Matrossova                |
| Misto                        |                                                                                      |                                                                             |                                                                                 |
| Sprint (livre)               | RUS Rússia Ermil Vokuev Evgeniia Oschepkova                                          | SWE Suécia Anton Arne Karlsson Emilie Fanny Cedervaern                      | RUS Rússia Raul Shakirzianov Anna Pavaliaeva                                    |

## Quadro de medalhas
| Ordem | País             | Medalha de ouro | Medalha de prata | Medalha de bronze |    |
| ----- | ---------------- | --------------- | ---------------- | ----------------- | -- |
| 1     | RUS Rússia       | 6               | 4                | 5                 | 15 |
| 2     | KAZ Cazaquistão  | 2               | 1                | 1                 | 4  |
|       | UKR Ucrânia      | 2               | 1                | 1                 | 4  |
| 4     | NOR Noruega      | 1               | 1                | 1                 | 3  |
| 5     | SRB Sérvia       | 1               |                  |                   | 1  |
| 6     | SWE Suécia       |                 | 2                |                   | 2  |
| 7     | BLR Bielorrússia |                 | 1                |                   | 1  |
| 8     | FIN Finlândia    |                 |                  | 3                 | 3  |
| TOTAL | TOTAL            | 12              | 10               | 11                | 33 |